# Bundesstrasse 198
Bundesstrasse 198 är en förbundsväg i de tyska förbundsländerna Mecklenburg-Vorpommern och Brandenburg. Vägen är 194 kilometer lång.